# Парцингер, Герман
Ге́рман Па́рцингер (нем. Hermann Parzinger; род. 12 марта 1959, Мюнхен, ФРГ) — немецкий археолог и специалист по скифской культуре. 
Доктор (1985), профессор, член Леопольдины, членкор Британской академии, иностранный член Американского философского общества (2013) и РАН (2016).
В 2003—2008 годах президент Германского археологического института (ГАИ). С 2008 года президент берлинского Фонда прусского культурного наследия.

## Биография
С 1979 по 1984 год изучал доисторический период, археологию и медиевистику в Мюнхенском университете, Саарском университете в Саарбрюккене и Люблянском университете (Словения, 1982). В 1984 году защитил магистерскую диссертацию «Место Люблянских пойменных поселений в неолитической культуре и культуре раннего бронзового века стран среднего течения Дуная» (нем. Die Stellung der Laibacher Uferrandsiedlungen im äneolithischen und frühbronzezeitlichen Kultursystem der mittleren Donauländer). Занимался хронологией позднего Гальштата и раннего латена под руководством Георга Коссака. В 1985 году выиграл годовой командировочный грант Германского археологического института (ГАИ), который использовал для работы в Средиземноморье и на Ближнем Востоке. В том же 1985 году получил докторскую степень в Мюнхенском университете имени Людвига и Максимилиана.
Затем с 1986 по 1990 год работал ассистентом на кафедре истории до- и раннеисторического периода того же университета. В 1991 году прошёл процедуру хабилитации и стал приват-доцентом. С 1991 по 1994 второй директор (Zweiter Direktor) Римско-немецкой комиссии ГАИ во Франкфурте-на-Майне. В 1992 поступил на должность приват-доцента во Франкфуртский университет имени Иоганна Вольфганга Гёте. В это же время выпустил фундаментальный труд по хронологии неолита, медного и бронзового века Восточной Европы (от Карпат до Тавра).
В 1995 году выступил одним из директоров-основателей Евразийского отделения ГАИ (Eurasien-Abteilung) в Берлине.
С 1996 года почётный профессор Института доисторической археологии Свободного университета Берлина.
В начале 2003 года стал новым президентом Германского археологического института, сменив на этом посту Гельмута Кирилайса. Занимал этот пост до 28 февраля 2008 года, когда его сменил историк древнего мира Ханс-Йоахим Герке.
Во время работы в ГАИ Герман организовал многочисленные раскопки, включая экспедиции в кельтиберский замок в Сото-де-Буреба (Испания), в неолитические и бронзового века поселения в Кыркларели (Турция), в поселении от позднего энеолита до раннего бронзового века Арисман (Иран), в скифском святилище Байкара (Казахстан), в поселениях позднего бронзового и раннего железного века в лесостепях Западной Сибири около Читы (Россия) и на длительно использовавшемся кладбище на горе Суханиха около Енисея (Россия). В 1997—1999 годах Герман вёл междисциплинарный исследовательский проект Фонда Фольксвагена по исследованию ранней добычи олова, основанном на раскопках в Центральной Азии: в Узбекистане и Таджикистане. Мировую известность получило обнаружение Парцингером в июле 2001 года могилы скифского царя в кургане Аржан-2 в республике Тыва, из которой было извлечено около 6000 золотых изделий. Эти находки имеют высокую культурную ценность и основная часть предметов находится сейчас в республиканском музее Тывы, г. Кызыл, а часть в Государственном Эрмитаже. Часть обнаруженных предметов демонстрировалась на выставке «В поисках золотого грифона. Царские гробницы скифов» («Im Zeichen des Goldenen Greifen. Königsgräber der Skythen») 6 июля—1 октября 2007 года в берлинском музее Martin-Gropius-Bau. Другим сенсационным открытием Парцингера стало обнаружение летом 2006 года в вечных снегах Алтая замороженного мумифицированного скифского воина, покрытого татуировками, причём сохранилась его одежда (например, шуба, войлочный колпак и холщовые штаны) и деревянный составной лук.
8 июня 2007 года Герман Парцингер был единогласно избран Президентом Фонда прусского культурного наследия, самой крупной немецкой культурной организации. Он сменил на этом посту Клауса-Дитера Лемана 1 марта 2008 года.
На этом новом посту Парцингер всё же не оставляет и археологической деятельности. Так, он участвует в работе берлинской Инициативы по поддержке науки и исследований в университетах Инициативы по поддержке науки и исследований в университетах «Топой. Формирование и преобразования пространства и знания в цивилизациях древности» (de:Exzellenzcluster Topoi) и продолжает участвовать в раскопках в юго-восточном Казахстане. В другом междисциплинарном проекте Федерального министерства образования и научных исследований Германии он вовлечён в палеогенетические исследования миграций кочевых народов Евразии.
Парцингер — член большого количества различных консультативных и попечительских советов, в том числе учёных советов университетов Франкфурта-на-Майне и Констанца, попечительского совета художественной галереи Hypo-Kulturstiftung de:Kunsthalle der Hypo-Kulturstiftung и Немецкого музея в Мюнхене, входит в совет Выставочного зала ФРГ в Бонне, в попечительский совет Земельного культурного фонда и в консультативный комитет магистратуры Кильского университета.
Помимо этого, Парцингер занимает многие почётные должности: он президент Немецкой ассоциации археологов, сопредседатель рабочей группы по культуре Петербургского диалога, спикер Немецкого-русского диалога музеев, председатель собрания членов Форума межрегиональных исследований в Берлине и председатель консультативного совета Центра археологии Балтики и Скандинавии в Шлезвиге.
Входит в редколлегию нескольких научных журналов и серий монографий.

## Личная жизнь
Герман Парцингер женат на испанском специалисте по древней истории Разе Марии Санс Серрано. Воспитывает дочь.
В свободное время Парцингер увлекается дзюдо, является обладателем чёрного пояса (второй дан), принимал участие в чемпионатах Европы и мира. Как в одиночном разряде, так и в командном зачёте он многократно был чемпионом Берлина (последний раз — в 2009 и 2010 годах в категории «старше 30 лет»). В 2005, 2006 и 2009 года он занял пятое место на чемпионате Германии в этой же категории.

## Награды

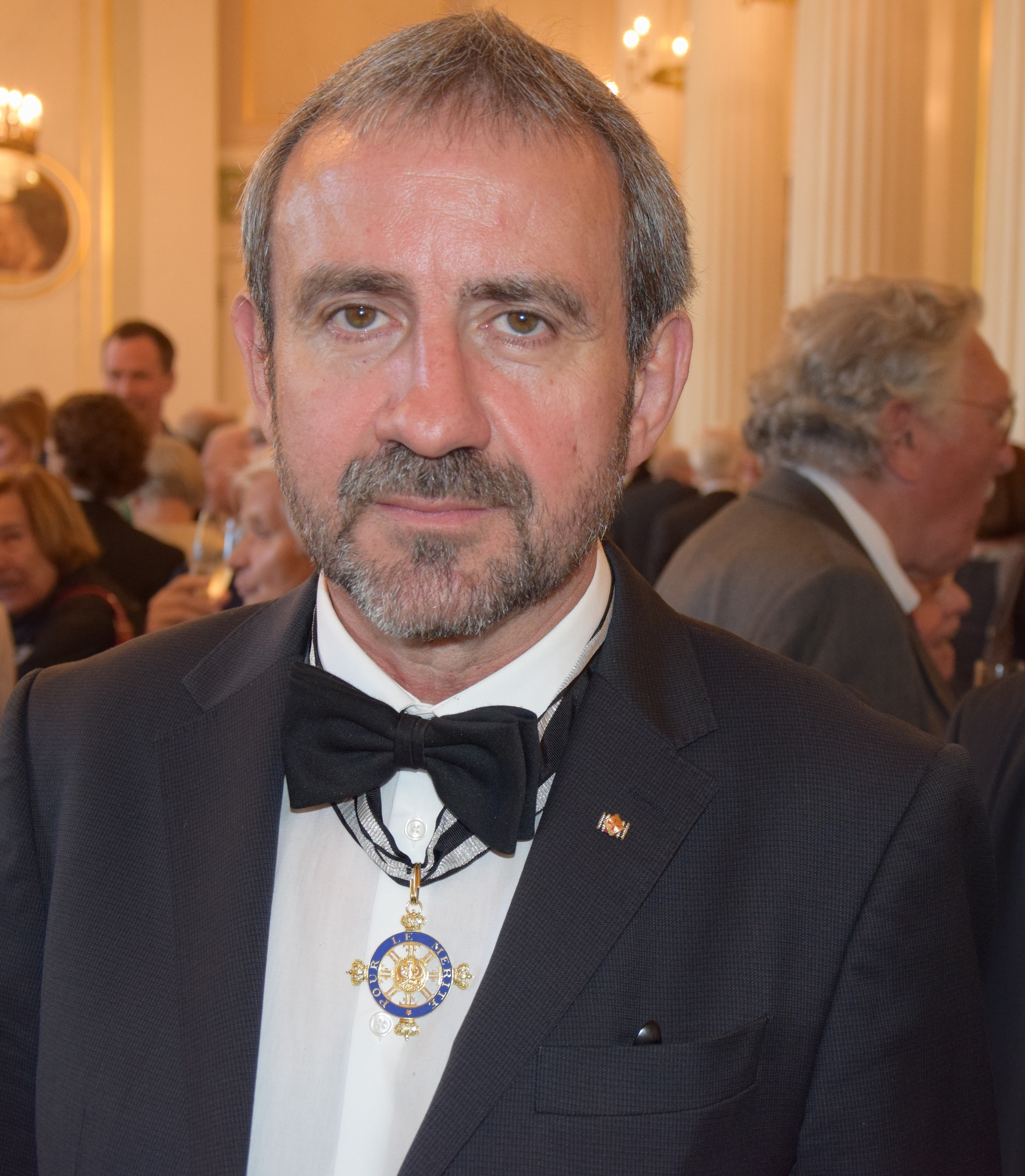
Герман Парцингер с орденом «Pour le Mérite» (2014)

- Большой офицерский крест ордена «За заслуги перед Федеративной Республикой Германия» (4 октября 2012 года).
- Орден «Pour le Mérite» (29 мая 2011 года)
- Кавалер ордена «За заслуги перед Итальянской Республикой» (27 декабря 2014 года, Италия)[12]
- Кавалер Большого креста ордена Альфонсо X Мудрого (3 ноября 2017 года, Испания)[13]
- Офицер ордена «За заслуги перед культурой»[рум.] в категории F «Продвижение Культуры» (2024 год, Румыния)[14]
- Орден Дружбы (28 октября 2009 года, Россия) — за большой вклад в развитие культурных связей с Российской Федерацией, сохранение и популяризацию русского языка и русской культуры[15]
- Премия имени Лейбница (1998) — наивысшая научная награда Германии, впервые тогда присуждённая археологу.
- Sybille Kalkhof-Rose Academy Award (2013)
- медалью Рейхлина[нем.] (2011) города Пфорцхайм, присуждаемой по представлению Гейдельбергской академией наук. Академия отметила среди прочего, что медаль присуждается за широкий научный подход Парцингера, пересекающий временные и государственные границы и открывающий новые горизонты для археологии, и за значение его гуманитарных работ в развитии общественного сознания
- Почётный гражданин города Гермеринг (2008)[16]
- Многочисленные научные степени, включая степень почётного доктора Сибирского отделения РАН[17] и самой РАН, а также почётные дипломы Республики Тыва и Монгольской академии наук
- Парцингер является членом Исследовательского центра древней цивилизации Китайской академии социальных наук, членом-корреспондентом Мадридской исторической академии (Мадрид), полным членом гуманитарного отделения Берлинско-Браденбургской академии наук, членом культурологической секции Германской академии естествоиспытателей «Леопольдина», почётным членом Археологического института Румынской академии в Яссах, а также членом-корреспондентом Археологического института Америки[англ.]

## Работы
Автор и соавтор более 20 монографий и свыше 230 научных статей по археологии, охватывающих период от каменного до раннего железного века, и посвящённых как отдельным вопросам, так и теоретическим обобщениям и истории археологии. Начиная с 2007 года активно публикуется и на тематику культурной и научной политики.
Основные труды
Археологические работы
- Chronologie der Späthallstatt- und Frühlatene-Zeit. Studien zu Fundgruppen zwischen Mosel und Save. Weinheim 1988. ISBN 3-527-17533-4 (Quellen und Forschungen zur prähistorischen und provinzialrömischen Archäologie Bd. 4)
- + Rosa Sanz: Die Oberstadt von Hattuşa. Hethitische Keramik aus dem zentralen Tempelviertel. Funde aus den Grabungen 1982—1987. Berlin 1992. ISBN 3-7861-1656-3 (Boğazköy-Hattuşa Bd. 15)
- Studien zur Chronologie und Kulturgeschichte der Jungstein-, Kupfer- und Frühbronzezeit zwischen Karpaten und Mittlerem Taurus. Zabern, Mainz 1993. ISBN 3-8053-1501-5 (Römisch-Germanische Forschungen Bd. 52)
- Der Goldberg. Die Metallzeitliche Besiedlung. Zabern, Mainz 1998. ISBN 3-8053-2463-4 (Römisch-Germanische Forschungen Bd. 57)
- + Rosa Sanz: Das Castro von Soto de Bureba. Archäologische und historische Forschungen zur Bureba in vorrömischer und römischer Zeit. Rahden/Westf. 2000. ISBN 3-89646-014-5
- + Viktor Zajbert, Anatoli Nagler, Alexander Plesakov: Der große Kurgan von Bajkara. Studien zu einem skythischen Heiligtum. Zabern, Mainz 2003. ISBN 3-8053-3273-4 (Archäologie in Eurasien Bd. 16)
- + Necmi Karul, Zeynep Eres, Mehmet Özdoğan: Aşağı Pınar I. Zabern, Mainz 2003. (Archäologie in Eurasien Bd. 15 / Studien im Thrakien-Marmara-Raum Bd. 1)
- + Nikolaus Boroffka: Das Zinn der Bronzezeit in Mittelasien I. Die siedlungsarchäologischen Forschungen im Umfeld der Zinnlagerstätten (Archäologie in Iran und Turan Bd. 5), Zabern, Mainz 2003, ISBN 3-8053-3135-5; ausführliche Rezension von Sören Stark in Orientalistische Literaturzeitung Band 105, 2010, Heft 1, S. 97-104.
- Die Skythen. Beck’sche Reihe 2342, München 2004. ISBN 3-406-50842-1
- + Heiner Schwarzberg: Aşağı Pınar II. Die mittel- und spätneolithische Keramik. Zabern, Mainz 2005. ISBN 3-8053-3541-5 (Archäologie in Eurasien Bd. 18 / Studien im Thrakien-Marmara-Raum Bd. 2)
- Die frühen Völker Eurasiens. Vom Neolithikum zum Mittelalter. Verlag C.H. Beck, München 2006. ISBN 3-406-54961-6
- + Wilfried Menghin, Manfred Nawroth und Anatoli Nagler (Hrsg.): Im Zeichen des Goldenen Greifen. Königsgräber der Skythen. Prestel Verlag, München 2007
- К. В. Чугунов, Г. Парцингер, А. Наглер. Золотые звери из долины царей: открытия рос.-герм. археол. экспедиции в Туве. — СПб.: Изд-во Гос. Эрмитажа, 2004. — 16 с. — 5000 экз.
- + Konstantin V. Tschugunov und Anatoli Nagler: Der Goldschatz von Arschan. Schirmer/Mosel, München 2006. ISBN 3-8296-0260-X
- Gero von Merhart, Daljóko. Bilder aus sibirischen Arbeitstagen. Böhlau-Verlag, Wien, Köln, Weimar 2009.
- + Thomas Flierl (Hrsg.): Humboldt-Forum Berlin. Das Projekt. Verlag Theater der Zeit, Berlin 2009.
- + Konstantin V. Tschugunov und Anatoli Nagler: Der skythenzeitliche Fürstenkurgan von Arschan 2 in Tuva. Zabern, Mainz 2010. (Archäologie in Eurasien Bd. 26 / Steppenvölker Eurasiens Bd. 3)